# Championnats de France de patinage artistique 1987
Navigation
Championnats de France 1986 Championnats de France 1988
Les championnats de France de patinage artistique 1987 ont eu lieu du 19 au 21 décembre 1986 à la patinoire de Poissompré à Épinal pour 3 épreuves : simple messieurs, simple dames et couple artistique. La patinoire de Poissompré a été détruite en 2010 (en raison d'un risque d'effondrement de la charpente) puis a été reconstruite en 2011.
La patinoire municipale Trimolet de Dijon a accueilli l'épreuve de danse sur glace les 15 et 16 novembre 1986.

## Podiums
| Épreuves                            | Or                                    | Argent                            | Bronze                             |
| Messieurs résultats détaillés       | Philippe Roncoli                      | Frédéric Harpagès                 | Fernand Fédronic                   |
| Dames résultats détaillés           | Agnès Gosselin                        | Florence Albert                   | Florence Copp                      |
| Couples résultats détaillés         | Charline Mauger / Benoît Vandenberghe | Sylvie Vaquero / Didier Manaud    | Christine Plisson / Gilles Chauvet |
| Danse sur glace résultats détaillés | Isabelle Duchesnay / Paul Duchesnay   | Corinne Paliard / Didier Courtois | Dominique Yvon / Frédéric Palluel  |

## Détails des compétitions

### Messieurs
| Rang | Nom               | Points | Fig. imp. | Prog. original | Prog. libre |
| ---- | ----------------- | ------ | --------- | -------------- | ----------- |
| 1    | Philippe Roncoli  | 3.2    | 3         | 1              | 1           |
| 2    | Frédéric Harpagès | 5.8    | 2         | 4              | 3           |
| 3    | Fernand Fédronic  | 5.8    | 1         | 3              | 4           |
| 4    | Éric Millot       | 6.4    | 6         | 2              | 2           |
| 5    | Axel Médéric      | 10.4   | 5         | 6              | 5           |
| 6    | Frédéric Lipka    | 10.4   | 4         | 5              | 6           |

### Dames
| Rang | Nom                | Points | Fig. imp. | Prog. original | Prog. libre |
| ---- | ------------------ | ------ | --------- | -------------- | ----------- |
| 1    | Agnès Gosselin     | 2.6    | 2         | 1              | 1           |
| 2    | Florence Albert    | 4.8    | 1         | 3              | 3           |
| 3    | Florence Copp      | 5.2    | 4         | 2              | 2           |
| 4    | Karin Virlat       | 9.4    |           |                |             |
| 5    | Magali Marti       | 10.6   |           |                |             |
| 6    | Sophie Paradis     | 11.2   |           |                |             |
| 7    | Juliette Lescene   | 13.8   |           |                |             |
| 8    | Françoise Mithieux |        |           |                |             |

### Couples
| Rang | Nom                                           | Points | Prog. court | Prog. libre |
| ---- | --------------------------------------------- | ------ | ----------- | ----------- |
| 1    | Charline Mauger / Benoît Vandenberghe         | 1.8    | 2           | 1           |
| 2    | Sylvie Vaquero / Didier Manaud                | 2.4    | 1           | 2           |
| 3    | Christine Plisson / Gilles Chauvet            | 4.6    | 4           | 3           |
| 4    | Valérie Binsse / Jean-Christophe Mbonyinshuti | 5.2    | 3           | 4           |

### Danse sur glace
| Rang | Nom                                    |
| ---- | -------------------------------------- |
| 1    | Isabelle Duchesnay / Paul Duchesnay    |
| 2    | Corinne Paliard / Didier Courtois      |
| 3    | Dominique Yvon / Frédéric Palluel      |
| 4    | Doriane Bontemps / Amaury Dalongeville |
| 5    | Sophie Micouloud / Christophe Hautier  |
| 6    | Valérie Chollet / Emmanuel Col         |

## Sources
- Patinage Magazine No 1 pour la danse sur glace (décembre 1986-janvier 1987)
- Patinage Magazine No 2 pour le patinage artistique (février-mars 1987)
- (en) « Ice ABROAD, FRENCH NATIONAL CHAMPIONSHIPS, EPINAL, FRANCE, DECEMBER 20-21, 1986 », sur usfsa.xmlmanager.qg.com